# Dendropsophus cruzi
Dendropsophus cruzi là một loài ếch thuộc họ Nhái bén.
Là loài đặc hữu của Brasil, môi trường sống tự nhiên của chúng là xavan khô, xavan ẩm, đầm lầy, đầm nước ngọt, và đầm nước ngọt có nước theo mùa. Chúng cũng sống ở các vùng đồng cỏ, vườn nông thôn, ao, và kênh, mương.
Chúng hiện đang bị đe dọa vì mất môi trường sống.